# Ramularius albosticticus
Ramularius albosticticus là một loài bọ cánh cứng trong họ Cerambycidae.